# Gauri Viswanathan
Gauri Viswanathan (* 5. November 1950 in Kalkutta, Westbengalen) ist als Professorin für English and Comparative Literature an der Columbia University (New York) eine profilierte Vertreterin der postcolonial studies.

## Leben
Gauri Viswanathan erlangte den Bachelor und Master am English Department der University of Delhi. 1985 erreichte sie den Ph.D. an der Columbia University. Es folgten Fellowships am International Institute (Amsterdam), 1998, und am Council of the Humanities an der Princeton University, 2000. Sie ist Mitherausgeberin verschiedener Zeitschriften: The Irish Journal of Feminist Studies, Interventions, Jouvert und South Asia Research.

## Forschung
Zunächst war sie als Dozentin für Englisch an der University of Delhi beschäftigt. Ihr Interesse galt zunächst der unterschiedlichen Qualifikation von Studenten mit unterschiedlichem Bildungshintergrund. Angesichts einer durch pädagogische Intervention nicht überwindbaren Kluft zwischen Schülern von privaten oder öffentlichen Schulen begann sich ihr Interesse zu verlagern. Sie wandte sich der Literaturgeschichte zu und erforschte die Geschichte des Englischunterrichts in Indien und seine Bedeutung für das Kolonialsystem. Ihre Forschungsergebnisse fasst sie in ihrem Buch Masks of Conquest: Literary Study and British Rule in India zusammen, das zuerst 1989 erschienen ist.
Die Begegnung mit Edward Said, der ebenfalls an der Columbia University English and Comparative Literature lehrte, war von großer Wirkung auf Gauri Viswanathan.
In Outside the Fold: Conversion, Modernity, and Belief zeigt sie berühmte Konversionen als Kulturkritik und politische Interventionen. In vier Teilen werden nacheinander John Henry Newman, Pandita Ramabai, Annie Besant und Bhimrao Ramji Ambedkar behandelt. Für Outside the Fold erhielt sie 1999 den Harry Levin Prize für Vergleichende Literatur. 2024 wurde Viswanathan zum Mitglied der American Academy of Arts and Sciences gewählt.

## Werke
- Masks of Conquest: Literary Study and British Rule in India. Columbia University Press, New York 1989
- Outside the Fold: Conversion, Modernity, and Belief. Princeton University Press, Princeton, N.J. 1998